# Кумарский острог
Кумарский острог или Усть-Кумарский острог (иногда Камарский острог) — русское военное укрепление на Амуре, существовашее в XVII веке.

## География
По некоторым сведениям укрепление располагалось на левом берегу Амура напротив устья реки Хумахэ (Кумара), возможно, на амурском острове, лежавшем у мыса Бибикова, где в начале XX века ещё сохранялись следы окопов.

## История
Острог был заложен в 1652 году Хабаровым. И до основания Албазина, являлся главным укреплением русских на Амуре.
В марте 1654 года, острог с 500 казаками в нём, под руководством Степанова выдержал осаду 10-ти тысячного маньчжурского войска.
По всей видимости, острог просуществовал до 1658 года, когда манчжурское войско истребило отряд Степанова и уничтожило все русские поселения на Амуре.